# Crinum jasonii
Crinum jasonii är en amaryllisväxtart som beskrevs av Bjorå och Inger Nordal. Crinum jasonii ingår i släktet Crinum, och familjen amaryllisväxter. Inga underarter finns listade i Catalogue of Life.